# Wolf Alice
Wolf Alice — англійська альтернативна рок-група з Лондона. Створена у 2010 році як акустичний дует, до складу якого входять співачка Еллі Роуселл та гітарист Джофф Одді, а з 2012 року також басист Тео Елліс та барабанщик Джоел Амей.
Wolf Alice відіграла перший концерт у Highbury Garage у грудні 2010 року на підтримку April in the Shade, після того, як Еллі Роуселл та Джофф Одді зустріли групу на відкритому мікрофоні у Hope & Anchor в Ізлінгтоні. У лютому 2013 року вони випустили дебютний сингл «Fluffy», а в травні — «Bros». У жовтні вийшов дебютний EP Blush, а в травні 2014 року — Creature Songs. У лютому 2015 року гурт випустив головний сингл «Giant Peach» зі свого дебютного альбому My Love Is Cool, який вийшов у червні 2015 року. Альбом включає сингл 2014 року «Moaning Lisa Smile», який у серпні 2015 року посів дев'яту позицію в чарті альтернативних пісень американського журналу Billboard і був номінований на премію «Греммі» 2016 року за найкраще рок-виконання.
У вересні 2017 року гурт випустив другий студійний альбом Visions of a Life. Він дебютував на другому місці в UK Albums Chart і отримав загальне визнання музичних критиків. 2018 року альбом здобув премію Mercury Prize. У червні 2021 року гурт випустив третій студійний альбом Blue Weekend.
У 2022 році Wolf Alice здобули премію Brit Awards 2022 як «Найкращий гурт».

## Історія

### 2010—2016: створення, EP і My Love Is Cool
Гурт Wolf Alice створений у 2010 році як акустичний дует між Еллі Роуселл та Джоффом Одді. Їхня назва походить від оповідання Анджели Картер. Зрештою, вирішивши додати електричні елементи до свого звучання, вони найняли подругу дитинства Роуселл Сейді Клірі, щоб грати на бас-гітарі, а друга Одді Джеймса DC — на ударних. Того року вони самостійно випустили EP Wolf Alice з трьома піснями: «Every Cloud», «Wednesday» і «Destroy Me».
Коли Джеймс DC зламав зап'ястя у 2012 році, Джоел Амей приєднався до гурту як тимчасовий замінник барабанщика, але пізніше став постійним учасником. У тому ж році Клірі пішла, щоб зосередитися на навчанні. Наприкінці 2012 року Тео Елліс був прийнятий на роботу басистом. Вони випустили пісню «Leaving You» онлайн на SoundCloud для безплатного завантаження, яку транслювали на BBC Radio 1 і показали в розділі «Radar» NME. Після виходу пісні гастролювали з Peace і записали сесію для шоу Huw Stephens Radio 1. Перший фізичний сингл «Fluffy» випустили у лютому 2013 року на лейблі Chess Club.
Група випустила другий сингл «Bros» у травні на Chess Club Records. «Bros» — одна з перших пісень, написаних Роуселл, яку група грала на ранніх етапах, що призвело до туру, де групу підтримували гурти Dressed Like Wolves та Dead New Blood. У жовтні 2013 року Wolf Alice випустили перший офіційний EP під назвою Blush, якому передував випуск пісні «She».
У 2014 році вони підписали контракт з Dirty Hit і в травні випустили другий EP Creature Songs. У грудні 2014 року гурт був названий «Кращим проривним виконавцем» на UK Festival Awards.
Наприкінці лютого 2015 року Wolf Alice оголосили про дебютний альбом My Love Is Cool і випустили перший сингл «Giant Peach». У квітні випустили перероблену версію улюбленої шанувальниками «Bros» як другий сингл з дебютного альбому. 10 червня група поділилася новим треком «You're a Germ». My Love Is Cool вийшов 22 червня, дебютувавши на другому місці в UK Albums Chart і отримавши позитивні відгуки. Пізніше того ж року вони випустили «You're a Germ» і «Freazy» як сингли, а також «Lisbon» у 2016 році. Пізніше, у 2016 році, вони гастролювали як супровід у турі The 1975 року в США.
Режисер Майкл Вінтерботтом супроводжував гурт під час гастролей на підтримку My Love Is Cool. Він знімав групу, а також включив серед них двох акторів, які грали членів дорожної групи, з вигаданою історією кохання, яка розвивалася від концерту до концерту. Отриманий документальний фільм «На дорозі» вийшов у жовтні 2016 року. Згідно з Deadspin, «У документальному фільмі Вінтерботтом знімає 16 різних концертів і повсякденне за лаштунками з точки зору нового члена їхньої команди».

### 2017—2020: Visions of a Life, Mercury Prize
У червні 2017 року Wolf Alice випустила головний сингл «Yuk Foo» з другого студійного альбому Visions of a Life. Вони випустили ще три сингли: «Don't Delete the Kisses», «Beautifully Unconventional» і «Heavenward», перед випуском альбому 28 вересня. 2018 року також випустили «Formidable Cool», «Sadboy» та «Space & Time» як сингли з альбому.
Гурт гастролював протягом 2018 року, грав на концертах Foo Fighters під час їхнього світового туру. Вони також підтримали Ліама Галлахера на його концерті у Фінсбері-парку 29 червня 2018 року.
У вересні 2018 року Visions of a Life виграв премію Mercury Prize 2018.

### 2021–дотепер: Blue Weekend
15 лютого 2021 року вебсайт гурту був оновлений, і показував зациклене відео з оком із заголовком «Остання людина на Землі». 22 лютого 2021 року група оголосила, що їхній сингл «The Last Man on Earth» вийшов 24 лютого 2021 року і дебютує в шоу Енні Мак на BBC Radio 1. Випуск синглу був підкріплений анонсом третього студійного альбому Blue Weekend, який вийшов 4 червня 2021 року. Другий сингл з альбому «Smile» вийшов 20 квітня 2021 року.
Після релізу музичне видання The Forty-Five назвало Blue Weekend «потужною ідилією почуттів: звук гурту, який задовольняє себе, а не доводить, і повністю заповнює простір, який вони викроїли роками».
9 лютого 2022 року гурт здобув премію Brit Awards 2022 у номінації «Найкращий гурт».

## Музичний стиль та впливи
Хоча раннім матеріалом групи була попмузика з відтінками фолку, вони стали більш рок-орієнтованими після приєднання ритм-секції. Як правило, музичний стиль гурту описується як альтернативний рок, інді-рок, шугейз, дрим-поп, фолк, грандж, поп та електронна. Clash описав групу як «дитя кохання фолку та гранжу». Групу порівнювали з Elastica та Hole, The xx. Кітті Емпайр в The Observer описала їхнє звучання як «захопливий різновид інді-року». Гурт описує свою музику як «рок-поп». The Daily Telegraph назвала у рецензії дебютний альбом Wolf Alice «диким і витонченим».
В інтерв'ю гурт говорив про свою симпатію до The Vines, The Beatles, Siouxsie and the Banshees, Blur і Кортні Лав.

## Учасники

#### Поточні учасники
- Еллі Роуселл — вокал, гітара, клавішні, синтезатори, фортепіано (2010 — дотепер)
- Джофф Одді — гітара, скрипка, синтезатори, бек-вокал (2010 — дотепер)
- Тео Елліс — бас, синтезатори, бек-вокал (2012 — теперішній час)
- Джоел Емі — ударні, перкусія, синтезатори, бек-вокал (2012 — теперішній час)

#### Гастрольні музиканти
Раян Малкольм — клавішні, синтезатори, фортепіано, перкусія, бек-вокал (2021 — дотепер)

#### Колишні учасники
- Сейді Клірі — бас (2010—2012)
- Джеймс DC — ударні (2010—2012)

## Дискографія

### Студійні альбоми
- My Love Is Cool (2015)
- Visions of a Life (2017)
- Blue Weekend (2021)